# استفان دراگانوف
استفان دراگانوف (بلغاری: Стефан Драганов؛ زادهٔ ۱۳ اوت ۱۹۶۶) بازیکن فوتبال اهل بلغارستان است.
از باشگاه‌هایی که در آن بازی کرده است می‌توان به باشگاه فوتبال بوتو پلوودیو اشاره کرد.